# Cissus wenshanensis
Cissus wenshanensis är en vinväxtart som beskrevs av Chao Luang Li. Cissus wenshanensis ingår i släktet Cissus och familjen vinväxter. Inga underarter finns listade i Catalogue of Life.